# Сегаджа
Сегаджа (рум. Săgagea) — село у повіті Алба в Румунії. Входить до складу комуни Пошага.
Село розташоване на відстані 314 км на північний захід від Бухареста, 49 км на північний захід від Алба-Юлії, 38 км на південний захід від Клуж-Напоки.

## Населення
За даними перепису населення 2002 року у селі проживали 300 осіб, усі — румуни. Усі жителі села рідною мовою назвали румунську.